# Schoenenkwartier
Het Schoenenkwartier, voorheen het Nederlands Leder- en Schoenenmuseum, is een museum in de Noord-Brabantse stad Waalwijk, opgericht in 1954. Sinds 2022 is het gevestigd in een vleugel van het voormalige raadhuis van Waalwijk. Behalve een museum huisvest het Schoenenkwartier een kenniscentrum en een atelier genaamd het 'Schoenenlab'.

## Geschiedenis
Onder leiding van J.W. van Heesbeen kwam 10 april 1953 de 'Stichting Oudheidkundig Museum voor de Schoen- en Lederindustrie' tot stand. Dit naar aanleiding van een succesvolle SLEM (Schoenen, Leer En Mode) tentoonstelling in Waalwijk, waar A.H. (Antoon) Hendriks (1905-1965) een groot deel van zijn privé-collectie exposeerde. Hendriks was leraar schoenmaken aan de Middelbare Vakschool voor de Schoen- en Lederindustrie in Waalwijk en een verwoed verzamelaar van voorwerpen die met schoenen en de schoenindustrie te maken hadden. Naar aanleiding van de expo steunde een groep van schoenfabrikanten de oprichting van een museum. In 1954 opende het 'Oudheidkundig Museum voor de Schoen- en Lederindustrie'.
Het eerste onderkomen aan de Kloosterwerf voldeed niet en in 1960 verhuisde het museum naar de voormalige woning van lederfabrikant Cor Witlox aan de Grotestraat. Ook dit gebouw bleek na verloop van tijd te klein. Vervolgens trok het museum in 1983 in het gebouw van de voormalige schoenfabriek 'Pinocchio'. De naam werd toen 'Nederlands Leder en Schoenen Museum'. De collectie kon worden uitgebreid met onder meer enkele grote machines. In 2019 sloot het museum in afwachting van herhuisvesting in een zijvleugel van het oude raadhuis in het centrum van Waalwijk. Op 28 juni 2022 heropende het museum in dit nieuwe onderkomen.  
Het gebouw van de voormalige schoenfabriek Pinocchio, dat inmiddels leegstond, werd in de nacht van 30 december op 31 december 2024 volledig verwoest door brand.  

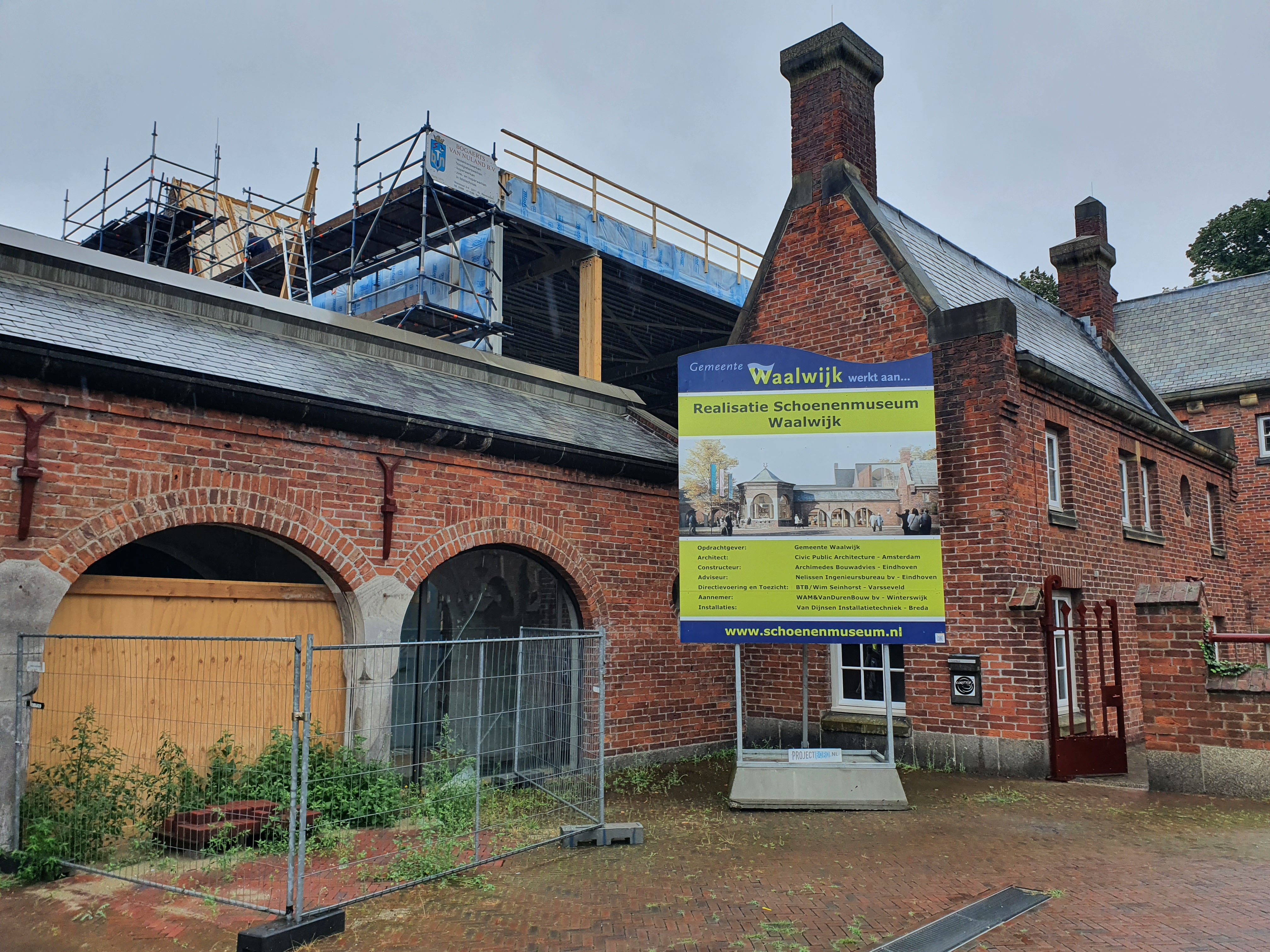
Verbouw zijvleugel oude raadhuis in 2021

## Collectie
Waalwijk vormde het centrum van de schoenindustrie in de Langstraat en was landelijk toonaangevend. Aangezien de schoenindustrie omstreeks 1973 vrijwel geheel uit Nederland verdwenen is, wil het museum de herinnering aan deze bedrijfstak bewaren. De collectie bevat dus niet alleen schoenen -uit verschillende culturen- maar ook alles met betrekking tot de vervaardiging van schoeisel, zowel op ambachtelijke als op industriële wijze. 
Behalve voor schoeisel wordt leer ook voor andere toepassingen aangewend, daarvan zijn tal van voorbeelden aanwezig, waaronder goudleer en paardentuig. Ook minder luxueuze toepassingen van leder, zoals drijfriemen, maken deel uit van de collectie. 
Het Schoenenkwartier heeft verder een uitgebreide bibliotheek met betrekking tot leder, schoeisel en de schoenindustrie.